# Провала (језеро)
Језеро Провала се налази у близини насељеног места Вајска, на територији општине Бач.
Језеро је настало 1924. године великом поплавом Дунава, када је Дунав пробио насип и издубио басен овог природног језера. Језеро је подземним каналима повезано са Дунавом, који непрестано надопуњује језеро водом.
Као најдубље језеро у Војводини са дубином од 19 метара, оно превасходно служи за пецање и рекреацију. Поседује уређене терене за риболов и уређену плажу, као и камп у шуми.